# Mohājerān
Mohājerān (persiska: مهاجران, مَهاجِران) är en ort i Iran.   Den ligger i provinsen Hamadan, i den nordvästra delen av landet, 260 km väster om huvudstaden Teheran. Mohājerān ligger 1 671 meter över havet och antalet invånare är 7 756.
Terrängen runt Mohājerān är platt norrut, men söderut är den kuperad.Runt Mohājerān är det ganska tätbefolkat, med 160 invånare per kvadratkilometer. Närmaste större samhälle är Kabūdarāhang, 17,8 km nordost om Mohājerān. Trakten runt Mohājerān består till största delen av jordbruksmark.